# Olivier Danvy
Olivier Danvy est un informaticien français spécialisé dans les langages de programmation, l'évaluation partielle et les continuations, et travaillant à l'Université d'Aarhus au Danemark.
Il s'est fait remarquer par le nombre de publications de recherche le remerciant pour son aide. En effet, d'après une étude de C. Lee Giles et Isaac G. Councill portant sur plus de 300 000 documents scientifiques et parue dans les Proceedings of the National Academy of Sciences of the United States of America, Olivier Danvy apparait comme "la personne la plus remerciée en Informatique".
Lors d'une interview dans la revue Nature, Declan Butler lui a demandé son sentiment sur la question. Il a répondu qu'il avait été "stupéfié de trouver son nom au sommet de la liste", attribuant cette position à une "série de coïncidences" : il est en effet multidisciplinaire, voyage beaucoup, fait partie d'un programme de PhD international, BRICS, et travaille dans une université ayant pour tradition d'entretenir de nombreuses relations non pas seulement locales mais aussi internationales.